# Hylocereus undatus
Hylocereus undatus, określany też nazwą handlową owoców jako pitaja – gatunek rośliny z rodziny kaktusów. Pochodzi z Ameryki Środkowej (od Meksyku po północną część Ameryki Południowej). Gatunek ten jest uprawiany w południowo-wschodniej Azji, od Malezji przez Wietnam, aż po południowo-wschodnie Chiny. Uprawia się go także na Tajwanie i w Australii. Minimalna temperatura dla rośliny to 10-12 °C. Optymalna temperatura w dzień to 19-24 °C i w nocy 10-11 °C.

## Morfologia i biologia

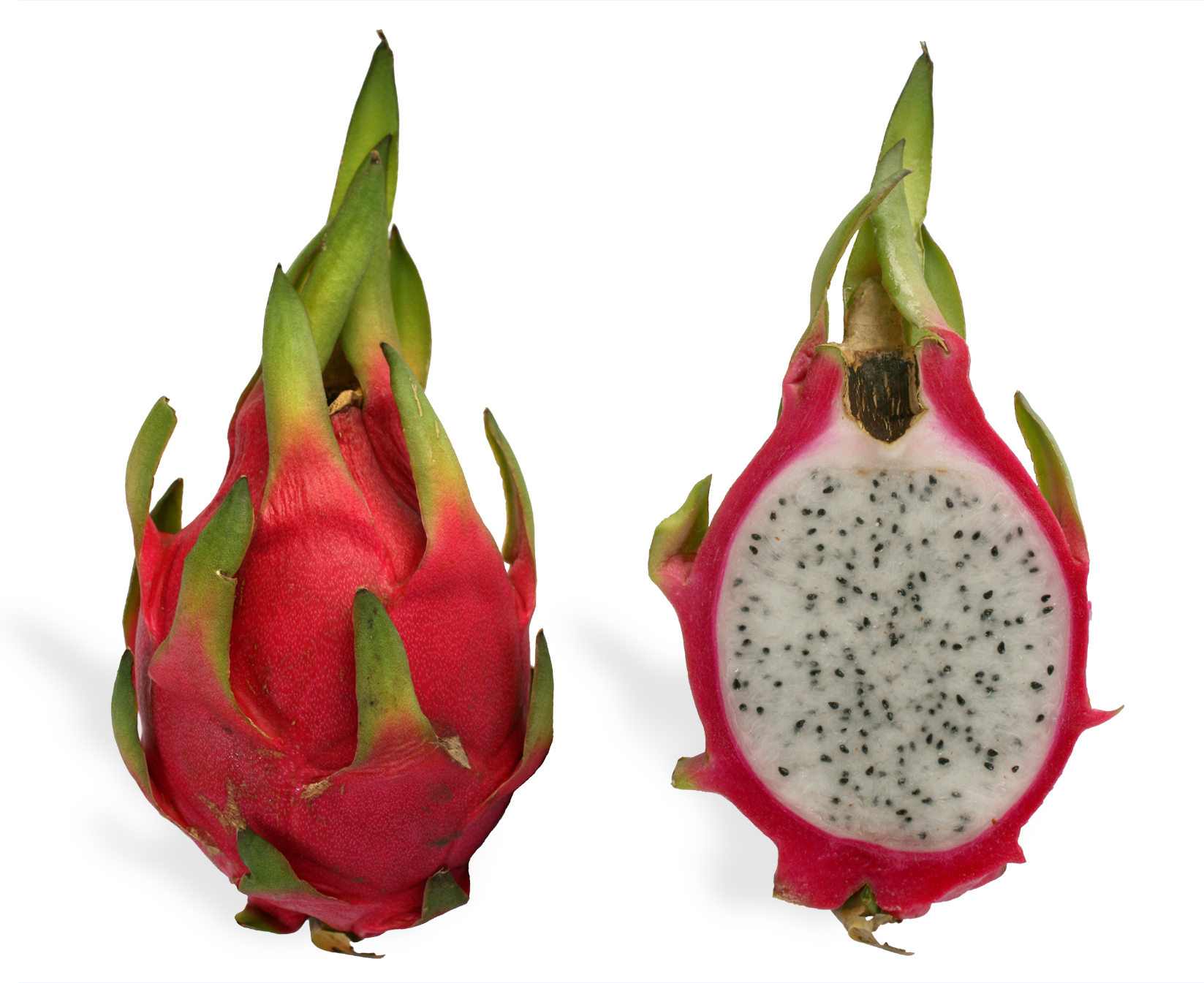
Owoce

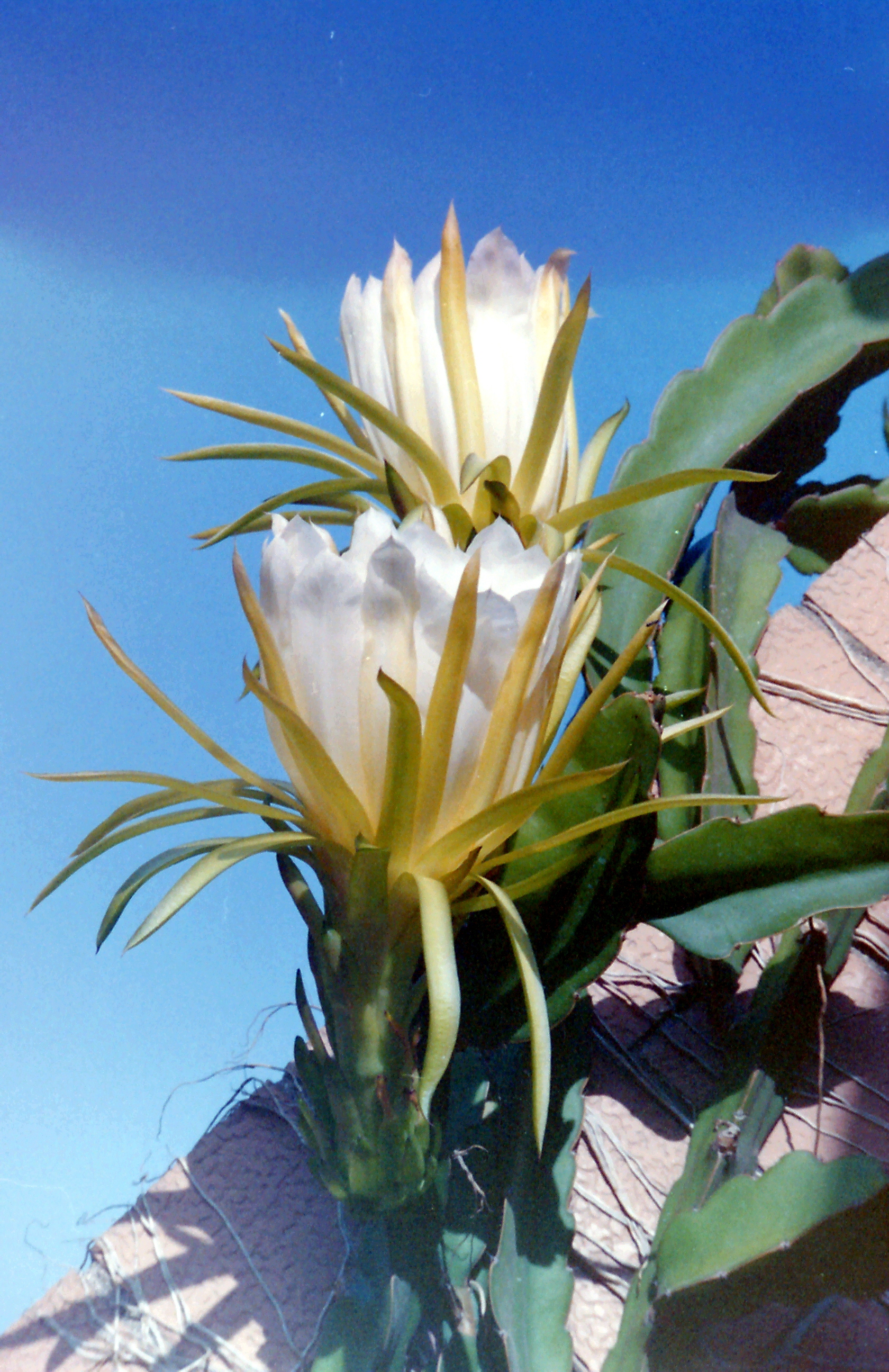
Kwiaty

Epifit wspinający się lub płożący. Okwiat żółty. Owoce są różowe, o miąższu białym z licznymi czarnymi pestkami. W smaku podobny do kiwi, lecz mniej kwaśny. 

## Zastosowanie
- Owoce są jadalne. Inne gatunki spotykane w handlu pod nazwą pitaja to Hylocereus polyrhizus o czerwonym miąższu z różową skórką i Selenicereus megalanthus o białym miąższu z żółtą skórką.
- Na Tajwanie roślina ta jest uprawiana jako roślina ozdobna w formie bonsai.